# バンブー (カクテル)
バンブー（英: Bamboo）とは、シェリーをベースとするカクテルであり、ショートドリンクに分類される。

## 概要
バンブーは横浜の横浜グランドホテルで総支配人兼バーテンダーとして招かれていたルイス・エッピンガー（Louis Eppinger）によって創作された。日本で最初に創作されたカクテルとして知られる。
バンブーは1900年代の早い内には、横浜グランドホテルを訪れた客や太平洋航路を経由して「日本生まれのカクテル」として世界中に知られることになる。なお、横浜グランドホテルは1923年の関東大震災の際の火災によって焼失し、跡地にはホテルニューグランドが建てられる。
横浜が発祥と言われるバンブー、ヨコハマ、ミリオン・ダラー、チェリーブロッサムは横浜4大カクテルと呼ばれる。

## 歴史
上述のようにバンブーは日本生まれとして知られるカクテルであるが、日本以外からは「1890年以前に、アメリカで誕生してたカクテルではないか」という指摘もある。
日本のフレア・バーテンダーでありカクテル史研究家でもある北條智之が2018年に調査したところ、少なくとも3つの新聞で「1886年にニューヨークの酒場でバンブーと呼ばれるカクテルが流行していた」ことを伝える紙面を見つけている。一例として1886年9月11日付のカンザス州発行の新聞はバンブーという名の新しいドリンクがニューヨークのバールームで流行っていることを伝えており、そのレシピはシェリー4分の3、ベルモット4分の1というものである。ただし、ドライ・ベルモットがカクテルの材料に本格的に使われるようになるのは1910年以降であり、1890年以前に流通していたベルモットは、ほとんどがスイート・ベルモットであったため、ここで単にベルモットと記されているのものはスイート・ベルモットである。
1900年刊行のカクテルブック『The Cocktail Book: Sideboard Manual For Gentlemen』をはじめ、1900年代初頭に刊行されたカクテルブックにバンブーが掲載されているものはいくつかあるが、ほとんどがスイート・ベルモットを使用として書かれており、アドニスとはドライ・シェリーとスイート・ベルモットとの混合比率が異なっているだけである。
1908年刊行のカクテルブック『The World's Drinks and How to Mix Them』（1908年、ウィリアム・T・ブースビー著）は「BAMBOO COCKTAIL」としてドライ・ベルモットを使用するバンブーのレシピが掲載されている書籍としては確認できる範囲で最古であるが、こちらには横浜グランドホテルのエッピンガーが考案したカクテルとしてバンブーが掲載されている。なお、『The World's Drinks and How to Mix Them』掲載のレシピはドライ・シェリーとドライ・ベルモットが等量。オレンジ・ビターズが2dashにアンゴスチュラ・ビターズが2dropとなっている。
エッピンガーは、1889年に日本に招聘される以前にサンフランシスコでホテルの支配人やバーテンダーをしており、遅くとも1886年にはアメリカ東海岸で流行していたスイート・ベルモットを用いた「バンブー」を知っていたとしてもおかしくはない。日本に来た後、1890年に従来のバンブーのアレンジとしてドライ・ベルモットを用いたバンブーをエッピンガーが考案し、新しいバンブーはアメリカに逆輸入されて人気となり、それまでのスイート・ベルモットを用いたバンブーにとって代わったのではないかと考えられる。

## レシピの例
材料
- ドライ・シェリー - 2
- ドライ・ベルモット - 1
- オレンジ・ビターズ - 1dash

作り方
1. 全ての材料と氷を入れたミキシンググラスでステアし、カクテルグラスに注ぐ。
2. 香り付けに、オレンジの果皮から香油を飛ばしかける。